# Conochilus exiguus
Conochilus exiguus is een raderdiertjessoort uit de familie Conochilidae. De wetenschappelijke naam van deze soort is voor het eerst geldig gepubliceerd in 1938 door Ahlstrom.